# Julian Radulski
Julian Radulsk, bolgarski šahovski velemojster, * 1972, Plovdiv, Bolgarija, † 16. februar 2013.